# Warburgiella cuspidatifolia
Warburgiella cuspidatifolia là một loài Rêu trong họ Sematophyllaceae. Loài này được M. Fleisch. miêu tả khoa học đầu tiên năm 1923.